# El Aguacero
El Aguacero är en ort i Mexiko.   Den ligger i kommunen Ocozocoautla de Espinosa och delstaten Chiapas, i den sydöstra delen av landet, 700 km öster om huvudstaden Mexico City. El Aguacero ligger 749 meter över havet och antalet invånare är 249.
Terrängen runt El Aguacero är kuperad åt nordväst, men åt sydost är den platt. Runt El Aguacero är det ganska glesbefolkat, med 40 invånare per kvadratkilometer. Närmaste större samhälle är Ocozocoautla de Espinosa, 12,4 km öster om El Aguacero. I omgivningarna runt El Aguacero växer huvudsakligen savannskog.